# Scaphiophryne matsoko
Espèce
Scaphiophryne matsoko est une espèce d'amphibiens de la famille des Microhylidae.

## Répartition
Cette espèce est endémique du Nord-Est de Madagascar. Elle se rencontre entre 70 et 850 m d'altitude.

## Publication originale
- Raselimanana, Raxworthy, Andreone, Glaw & Vences, 2014 : An enigmatic new Scaphiophryne toadlet  from the rainforests of north-eastern Madagascar (Amphibia: Microhylidae). Vertebrate Zoology, Dresden, vol. 64, p. 95–102.